# فضای خارج‌قسمتی (جبر خطی)
خارج‌قسمت (به انگلیسی: quotient) در جبر خطی، برای یک فضای برداری V روی یک زیرفضای N برابر یک فضای برداری است که با «فروپاشی» N به صفر به دست می‌آید. به فضای به دست آمده فضای خارج‌قسمت گفته می‌شود، و به صورت V/N نشان داده می‌شود (بخوانید "V به پیمانه N" یا "V توسط N".

## تعریف
به صورت صوری، ساختار به این صورت است. فرض کنید که V یک فضای برداری روی یک میدان K باشد، و فرض کنید که N یک زیرفضا از V باشد. ما یک رابطه هم‌ارزی ~ روی V را به این شیوه تعریف می‌کنیم که x ~ y اگر x − y ∈ N باشد؛ یعنی، x با y مرتبط است اگر با اضافه‌کردن یک عنصر N یکی از دیگری قابل دستیابی باشد. از این تعریف، می‌توان استنتاج کرد که هر عنصر N با بردار صفر مرتبط است؛ به صورت دقیق‌تر، همه بردارها در N به کلاس هم‌ارزی بردار صفر نگاشت می‌یابند.
کلاس هم‌ارزی - با در این حالت، هم‌دسته - از x معمولاً به این صورت نمایش می‌یابد
[x] = x + N
زیرا توسط زیر داده شده‌است
[x] = {x + n: n ∈ N}.
فضای خارج‌قسمتی V/N به صورت V/~ تعریف می‌شود، که مجموعه همه کلاس‌های هم‌ارزی القا شده توسط ~ روی V است. ضرب و جمع نرده‌ای روی کلاس‌های هم‌ارزی توسط زیر تعریف شده‌است
- α[x] = [αx] برای همه α ∈ K، و
- [x] + [y] = [x + y].

بررسی خوش‌تعریف بودن این عملیات‌ها سخت نیست (یعنی آن‌ها به گزینه نماینده وابسته نیستند). این عملیات‌ها فضای خارج‌قسمتی V/N را به یک فضای برداری روی K با N برابر با کلاس صفر [0] تبدیل می‌کنند.
نگاشتی که به v ∈ V کلاس هم‌ارزی [v] را منتسب می‌کند، نگاشت خارج‌قسمتی نامیده می‌شود.
به زبان دیگر، فضای خارج‌قسمتی {\displaystyle V/N} برابر مجموعه همه زیرمجموعه‌های آفین از {\displaystyle V} است که با {\displaystyle N} موازی هستند.

## مثال‌ها
فرض کنید X = R2 همان صفحه دکارتی استاندارد باشد، و فرض کنید Y یک خط گذرنده از مبدأ X باشد. آنوقت فضای خارج‌قسمتی X/Y را می‌توان توسط همه خطوط در X که با Y موازی اند شناسایی کرد؛ یعنی عناصر مجموعه X/Y برابر خطوطی در X هستند که با Y موازی اند. توجه کنید که خطوط همراستا با چنین خطی رابطه هم‌ارزی را برآورده خواهد کرد، زیرا بردارهای تفاضلی آن‌ها به Y تعلق دارند. این موضوع راهی برای نمایش هندسی فضاهای خارج‌قسمتی فراهم می‌کند. (با پیش-پارامتردهی این خطوط، فضای خارج‌قسمتی را به صورت سنتی‌تر به صورت فضای همه نقاط در امتداد یک خط گذرنده از مبدأ نمایش داد که با Y موازی نیست. به صورت مشابه، فضای خارج‌قسمتی برای R3 توسط یک خط گذرنده از مبدأ را دوباره می‌توان به صورت مجموعه همه خطوط هم-موازی نمایش داد، یا از جهت دیگر، به صورت فضای برداری شامل صفحه‌ای نمایش داد که با خط در مبدأ تلاقی دارد)
مثال دیگر، خارج‌قسمت Rn توسط زیرفضای گسترده‌شده توسط اولین m بردار مبنایی استاندارد است. فضای Rn شامل همه n-تاپل‌ها از عدد حقیقی (x1, … , xn) است. زیرفضایی که توسط Rm شناسایی می‌شود، شامل همه n-تاپل‌هایی است که n − m ورودی آخرش صفر است: (x1, … , xm, 0, 0, … , ۰). دو بردار Rn در یک کلاس هم‌ارزی مشابه به پیمانه زیرفضا هستند، اگر و تنها اگر در n − m آخرشان مشابه باشند. به روش بدیهی، فضای خارج‌قسمتی Rn/Rm با Rn−m ایزوریختار است.
به صورت کلی‌تر، اگر V یک جمع مستقیم (درونی) از زیرفضاهای U و W باشد
{\displaystyle V=U\oplus W}
آنوقت فضای خارج‌قسمتی V/U با W طبیعی ایزوریختار است.
یک مثال مهم از یک فضای خارج‌قسمتی تابعی یک Lp فضا است.

## ویژگی‌ها
یک اپی‌ریختار طبیعی از V به فضای خارج‌قسمتی V/U وجود دارد که توسط ارسال x به کلاس هم‌ارزی‌اش [x] به دست می‌آید. هسته (یا فضای پوچ) از این اپی‌ریختار برابر زیرفضای U است. این رابطه به صورت طبیعی توسط دنباله دقیق کوتاه زیر خلاصه‌بندی می‌شود
{\displaystyle 0\to U\to V\to V/U\to 0.\,}
اگر U یک زیرفضای V باشد، بعد V/U هم‌بعد برای U در V نامیده می‌شود. به‌این دلیل که پایه V را می‌توان از یک پایه A از U و یک پایه B از V/U توسط جمع یک نماینده از هر عنصر B به A ساخت، بعد V برابر جمع ابعاد U و V/U است. اگر V متناهی-بعد باشد، این به این معنی است که هم‌بعد U در V برابر تفاضل بین ابعاد V و U است:
{\displaystyle \mathrm {codim} (U)=\dim(V/U)=\dim(V)-\dim(U).}
فرض کنید که T: V → W یک عملگر خطی باشد. هسته T، که توسط ker(T) نشان داده می‌شود، برابر مجموعه همه xها در V است که در آن Tx = ۰ است. هسته یک زیرفضای V است. قضیه اول ایزوریختار برای فضاهای برداری بیان می‌کند که فضای خارج‌قسمتی V/ker(T) با تصویر V در W ایزوریختار است. یک نتیجه سریع، برای فضاهای متناهی-بعد، همان قضیه رتبه-پوچی است: بعد V برابر بعد هسته (با پوچی T) بعلاوه بعد تصویر (رتبه T) است.
هم‌هسته یک عملگر خطی T: V → W را به صورت فضای خارج‌قسمتی W/im(T) تعریف می‌کنند.

## خارج‌قسمت فضای باناخ روی یک زیرفضا
اگر X یک فضای باناخ باشد و M یک زیرفضای بسته از X باشد، آنوقت خارج‌قسمت X/M باز هم یک فضای باناخ است. به فضای خارج‌قسمتی قبلاً یک ساختار فضای برداری، توسط ساختار بخش قبل، داده شده‌است. ما یک نرم روی X/M به این شیوه تعریف می‌کنیم
{\displaystyle \|[x]\|_{X/M}=\inf _{m\in M}\|x-m\|_{X}=\inf _{m\in M}\|x+m\|_{X}=\inf _{y\in [x]}\|y\|_{X}.}
وقتیکه X کامل باشد، آنوقت فضای خارج‌قسمتی X/M هم در رابطه با نرم کامل است، و از این‌رو یک فضای باناخ است.

### مثال‌ها
فرض کنید C[0,1] فضای باناخ برای توابع حقیقی-مقدار پیوسته روی بازه [0٬1] با نرم سوپ باشد. زیرفضای همه توابع f ∈ C[0,1] با f(0) = ۰ را توسط M نشان بدهید. آنوقت کلاس هم‌ارزی یک تابع g توسط مقدارش در 0 تعیین می‌شود، و فضای خارج‌قسمتی C[0,1]/M با R ایزوریختار است.
اگر X یک فضای هیلبرت باشد، آنوقت فضای خارج‌قسمتی X/M با مکمل متعامد M ایزوریختار است.

### تعمیم به فضاهای محلی محدب
خارج‌قسمت یک فضای محلی محدب توسط یک زیرفضای بسته باز هم محلی محدب است. در واقع، فرض کنید که X به صورت محلی محدب باشد، از این رو توپولوژی روی X توسط خانواده‌ای از زیرنرم‌های {pα | α ∈ A} تولید می‌شود، که در آن A برابر مجموعه اندیس است. فرض کنید که M یک زیرفضای بسته باشد، و نیم‌نرم‌های qα را روی X/M توسط زیر تعریف کنیم
{\displaystyle q_{\alpha }([x])=\inf _{v\in [x]}p_{\alpha }(v).}
آنوقت X/M یک فضای محلی محدب است، و توپولوژی روی آن یک توپولوژی خارج‌قسمتی است.
بعلاوه، اگر X مترپذیر باشد، آنوقت X/M هم هست. اگر X یک فضای فرچت باشد، آنوقت X/M هم هست.